# Serious Sam Double D
Serious Sam Double D — видеоигра из серии Serious Sam в жанре двухмерного сайд-скроллингового шутера, разработанная компанией Mommy's Best Games. Игра была выпущена 30 августа 2011 года издательством Devolver Digital для Microsoft Windows в рамках инди-серии Serious Sam, приуроченной к выпуску Serious Sam 3: BFE. 20 февраля 2013 года разработчик выпустил расширенную версию игры под названием Serious Sam Double D XXL для Xbox 360 в сервисе Xbox Live Arcade, в которую были добавлены новые виды оружия, враги и локальный кооператив на двух человек. 21 октября 2013 года Serious Sam Double D XXL была выпущена на PC в качестве бесплатного патча к оригинальной игре в Steam.

## Игровой процесс
Serious Sam Double D является 2D-сайдскроллером, действие которого происходит во вселенной игр Serious Sam. Игровой процесс схож с полноценными трёхмерными играми серии, где в задачу протагониста входит продвижение к концу каждого уровня и уничтожение огромного количества врагов. На уровнях располагается достаточное количество собираемых ресурсов, таких как броня, амуниция, оружие и аптечки. В игре доступны разнообразные виды вооружения, включая уже известные типы оружия из предыдущих игр серии, каждое из которых может быть улучшено апгрейдами, купленными у встречающегося на уровнях торговца за заработанные очки. Одни виды апгрейдов добавляют новые режимы стрельбы, другие — улучшают и добавляют характеристики, облегчающие прохождение. Также у торговца можно купить патроны и броню.
Игра поделена на три эпизода. Противники включают в себя как монстров из основных игр серии, так и совершенно новые виды. В конце каждой главы происходит битва с боссом. Иногда боссы встречаются и в середине некоторых эпизодов. Местами игровой процесс разбавляют короткие головоломки, вынуждающие игрока найти правильное решение для преодоления какой-либо затруднительной части уровня.
Основной отличительной особенностью Serious Sam Double D является устройство под названием Gunstacker. Благодаря ему игрок способен прикреплять друг на друга любое оружие при помощи специальных манипуляторов, комбинируя их в любом порядке. В каждом оружейном слоте можно разместить до шести видов оружия, таким образом выстраивая различные комбинации. Манипуляторы для ганстейкера можно отыскать на уровнях, в том числе и в секретах, которыми так изобилует игра.
Протагонист способен добираться до особо высоких точек при помощи переносного джампера — платформы, которая может быть расположена на любой горизонтальной и даже вертикальной поверхности и значительно усиляет высоту прыжка. Ещё одной особенностью является наличествующая у трупов врагов коллизия, благодаря чему игрок способен взбираться по телам убитых монстров и выстраивать из них подобие лестниц и мостов, позволяющих взбираться на особо высокие места или пробираться через опасные участки уровней, такие как ямы или потолки, напичканные шипами или пилами.
В Serious Sam Double D имеется система золотого оружия. После битвы с финальным боссом игрок получает золотую версию того оружия, из которого он нанёс наибольшее число урона врагам на протяжении всей кампании. Преимущество золотого оружия заключается в его увеличенном вдвое размере, количестве наносимого урона и бесконечных патронах. После разблокирования первого золотого оружия, игрок может открыть и другие золотые версии пушек, убив из них достаточное количество противников.

## Режимы игры
- Кампания — режим одиночной игры на прохождение сюжетной кампании. По мере прохождения игроку последовательно открываются уровни. Присутствует три уровня сложности: лёгкий, нормальный и серьёзный. В версии Double D XXL после прохождения основной кампании за Сэма появляется возможность пройти её заново за дополнительного персонажа Хаффа, фигурировавшего в рекламной кампании игры. Также после второго прохождения открывается золотое оружие.
- Кооператив — локальный кооператив на двух игроков. Режим был добавлен в версии Double D XXL и позволяет играть вдвоём на одной консоли/компьютере за Сэма и Хаффа при помощи клавиатуры и подключенного геймпада.
- Испытания (англ. Challenges) — режим, в котором игроку необходимо выполнить определённое задание: например, убить определённое количество врагов или продержаться достаточное время на арене. Новые испытания открываются игроку по мере выполнения предыдущих. Заработанный счёт идёт в сетевую таблицу лидеров. Несмотря на то, что в испытаниях игроку выдаётся заранее заготовленный набор оружия, заработанные очки идут в копилку общей кампании, благодаря чему можно разблокировать золотое оружие.
- Противоборство (англ. Head-to-Head) —  режим боя насмерть между двумя игроками. Был добавлен в версии Double D XXL.

## Сюжет
События Serious Sam Double D стартуют с прибытия Крутого Сэма в Древний Египет после предположительного убийства им Ментала. Герой был послан в прошлое, чтобы исследовать странный сигнал. Неожиданно для его электронной помощницы Нетриксы, которая считала, что Ментал к моменту их путешествия повержен, они встречают сопротивление инопланетных войск. Как выясняется позже, Сэм попросту выключил свою Нетриксу на время своего отдыха, а после активировал вновь и сказал, что убил Ментала. Сэм проходит через пирамиду, где находит платформу для прыжков, а на выходе он сталкивается с гигантским боссом — повелителем шимпанзе, огромной гориллой с дисковой пилой вместо одной руки и гранатометом вместо другой. После уничтожения монстра на месте его тела появляется большой кристалл, который и оказывается источником сигнала, который должны были найти Сэм и Нетрикса. Герой уничтожает кристалл и его телепортирует в другую временную плоскость.
Протагонист попадает в Новую Шотландию, парк древнеюрского периода на месте современной Канады, в котором обитают динозавры. Здесь он также встречает сопротивление войск Ментала и понимает, что уничтожения кристалла в Древнем Египте было недостаточно для того, чтобы остановить монстров. Путешествуя по доисторическим джунглям и отбиваясь от атак инопланетян и динозавров, Сэм встречает нового босса, большую самку биомеханоида. После её смерти появляется новый кристалл, однако после его уничтожения портал не появляется, поэтому Стоун продолжает своё путешествие через Новую Шотландию. На пути ему встречаются кибернетически модифицированные динозавры. Вскоре Сэм натыкается на огромные пластиковые трубы, а затем находит и причину их появления: Ментал поселил в этой зоне своего ручного хомяка-переростка, с которым у Сэма происходит битва. После убийства зверя вновь появляется кристалл, и Стоун как всегда его уничтожает, в очередной раз перемещаясь во времени.
На третий раз герой телепортируется в Помпеи, Рим, за несколько мгновений до извержения вулкана. Стоун с боем пробирается через орды противника, но вскоре начинается извержение; с неба начинают падать горящие камни и осколки лавы. Чтобы не попасть под метеоритный дождь, Сэм решает спуститься под землю и найти убежище внутри самого вулкана. Ему благополучно удаётся туда попасть, где протагонист обнаруживает странные сооружения и большую машину. Сэм и Нетрикса приходят к выводу, что это устройство служит Менталу источником энергии. После этого Сэм выбирается из вулкана на его противоположной стороне.
Сбежав от извержения, Сэм попадает в другую часть Помпей, которая не попала под разрушительное действие катаклизма. На поверхности героя приветствует генерал Максилла — один из верных слуг Ментала, который всё это время стоял за появлением инопланетян в разных временах на Земле. Он признаётся Сэму, что хочет побыстрее его убить, дабы успеть посмотреть повтор своего любимого телевизионного шоу. Он также обещает сразиться со Стоуном лично, если тот до него доберётся. В конце концов герою удаётся добраться до Максиллы, однако в битве генерал быстро сдаётся и погибает. В последний момент перед смертью злодей призывает на поле битвы финального босса — Двойную Диву, безумную гигантскую женщину.
После того, как Сэм поборол Диву, перед ним вновь появляется кристалл. Герой уничтожает его и игра завершается, сигнализируя о том, что Сэму удалось остановить таинственный план Ментала.

## Разработка
Serious Sam Double D была разработана независимой американской студией Mommy's Best Games, возглавляемой Нейтаном Фоутсом. Ранее Фоутс работал над такими играми, как Postal 2 и Ratchet & Clank, до того, как в 2007 году основал собственную компанию. Предложение создать небольшую новую игру во вселенной Serious Sam поступило к разработчику от Croteam и Devolver Digital, которые решили запустить серию инди-игр о Серьёзном Сэме для продвижения Serious Sam 3: BFE. Выбор пал на команду после знакомства продюсеров с предыдущей игрой Фоутса, Weapon of Destruction. После небольшого мозгового штурма студия придумала концепцию ганстейкера, позволяющего одновременно использовать несколько видов оружия. Croteam одобрили эту идею и дали зелёный свет разработке проекта.
Первый намёк на существование Double D появился в середине февраля 2011 года на странице разработчика в Facebook, а официально игра была анонсирована 9 марта 2011 года. Студия ежемесячно публиковала на своём сайте обновления, освещающие ключевые аспекты разработки игры: создание ганстейкера, реиграбельность, персонажи и т.д..
Выход игры состоялся 30 августа 2011 года в Steam. После её релиза разработчик правил ошибки и добавлял новые возможности с последующими обновлениями. 4 октября 2011 года в Steam стала доступна бесплатная демоверсия игры для всех желающих.

### Serious Sam Double D XXL
17 мая 2012 года была анонсирована Serious Sam Double D XXL — специальная версия игры для Xbox Live Arcade с новыми геймплейными возможностями и дополнительным контентом. В состав расширенной редакции вошли новые виды оружия и противников, а также, что примечательно, режим локального кооператива до двух человек. Отличительной особенностью данного режима является то, что второй игрок может добавиться в игру в любой момент. Была улучшена система апгрейдов оружия, благодаря которой стало возможным увеличивать размер переносимых боеприпасов или добавлять к оружиям новые режимы стрельбы. Так, например, дробовик может стрелять пчёлами, а автомат Томпсона — замедлять падение в воздухе. Список противников также пополнился новыми существами, такими как летающие котята, плюющиеся кислотой, или бронированные виды старых врагов. Изменения затронули и некоторые уровни, чтобы куда лучше соответствовать новым возможностям и включённому кооперативу. В одиночную кампанию был включен новый играбельный герой — Дэн «Хафф» Хаффингтон, эксцентричный деревенщина, обожающий оружие, чей облик использовался в рекламе оригинальной игры. В дополнение к новым возможностям, все основные персонажи игры, включая Сэма, Нетриксу, Хаффа и генерала Максиллу, получили полноценное озвучивание. Выход данной игры состоялся 20 февраля 2013 года, а в августе того же года она вошла в состав издания The Serious Sam Collection для Xbox 360 вместе с основными играми серии от Croteam.
21 октября 2013 года версия XXL стала доступной бесплатно для всех владельцев оригинальной игры на PC в Steam. При запуске PC-версии можно выбрать как оригинальную версию 2011 года, так и расширенную.

## Критика и отзывы
| Сводный рейтинг       | Сводный рейтинг           |
| Агрегатор             | Оценка                    |
| --------------------- | ------------------------- |
| GameRankings          | PC: 72,47 % X360: 71,53 % |
| Metacritic            | 68 %                      |
| «Критиканство»        | 77 %                      |
| Иноязычные издания    |                           |
| Издание               | Оценка                    |
| Destructoid           | 7/10                      |
| Eurogamer             | 7/10                      |
| IGN                   | 7/10                      |
| OXM                   | 7/10                      |
| PC Gamer (UK)         | 62/100                    |
| WorthPlaying          | 8/10                      |
| GamesMaster           | 79/100                    |
| Русскоязычные издания |                           |
| Издание               | Оценка                    |
| BestGamer.ru          | 7,7/10                    |

Serious Sam Double D получила сдержанные отзывы от критиков и игроков. Согласно агрегатору Metacritic, общий балл PC-версии игры составляет 66 %, Xbox 360 версии (Double D XXL) — 68 %. Критики отмечали, что игра следует традициям оригинальных игр серии, сохраняя интенсивный игровой процесс и юмор, однако явно не удовлетворит любого игрока. Многие положительно отзывались о главном нововведении игры — устройстве Gunstaker. Издание GameCritics.com в числе наилучших черт Double D отметило игровой процесс, который является одной из сильнейших сторон игры. Обозреватель Gaming Nexus поставил игре 8.5 баллов и заявил, что Double D удачно справилась с переносом Serious Sam в двухмерную плоскость, а невысокая цена способствует тому, чтобы любой фанат серии ознакомился с проектом. По мнению критиков, юмор и несерьёзность проекта также вытянули игру на достойный уровень. Проект сайта Machinima «Inside Gaming» подчеркнул, что несмотря на отсутствие инноваций или сложного геймплея, игра полна «необузданного юмора родом из 90-х». Журналист Destructoid и популярный блогер Джим Стерлинг оценил игру на 7 баллов из 10, заметив, что игра способна развлечь, но не может достаточно воодушевить. Скепсис по поводу достаточной степени погружения и реиграбельности отмечали и некоторые другие издания. Рич Стэнтон из Eurogamer посетовал на монотонность игрового процесса и недостаточный отклик оружия, а обозреватель Thunderbolt назвал недостатком отсутствие каких-либо новшеств. «Безумие и странность вовсе не подразумевает веселье» — подметил критик сайта Gamer's Temple.